# Privilegio raro
Privilegio raro è il secondo disco di Tutti Fenomeni pubblicato il 24 giugno 2022.

## Il disco
La seconda prova del romano Giorgio Quarzo Guarascio aka Tutti Fenomeni è prodotta ancora una volta da Niccolò Contessa de I Cani, il disco si muove tra sonorità electro-pop e indie pop.
Nella traccia "Antidoto alla morte" è ospite la voce di Francesco Bianconi dei Baustelle.

## Tracce
1. La calunnia (intro) – 1:58
2. Privilegio raro – 3:36
3. Antidoto alla morte – 3:20
4. Mister Arduino – 2:45
5. Il grande Modugno – 3:16
6. Vitaccia – 3:22
7. A Roma va così – 2:56
8. Cantanti – 2:02
9. Non porto più la pena – 2:37
10. Infinite volte – 3:01
11. Heautontimorumenos – 1:37
12. Addio – 2:59
13. Porco (outro) – 2:42